# Paški sir
 (mai 2013).
Le paški, ou paški sir en croate, est un fromage fromage croate fabriqué sur l'île de Pag. Il s'agit d'un fromage à pâte dure au lait de brebis. Considéré comme le plus célèbre fromage artisanal croate, il est protégé à l'échelle européenne par une appellation d'origine protégée depuis 2019.

## Histoire
En 1774, l'écrivain Alberto Fortis s'est rendu en Dalmatie (région croate) et a écrit sur les spécialités de l'île de Pag : la laine de mouton, le sel, les broderies et le fromage de brebis. Jusqu’au début du XXe siècle, les habitants de l'île de Pag fabriquaient leur propre fromage chez eux, en petite quantité grâce au lait que leur procuraient leur brebis.
En 1946, l'entreprise Paška Sirana a choisi de commercialiser ce produit artisanal. 
Ce fromage est ainsi exporté dans plusieurs pays du monde.
L'entreprise Paška Sirana est la plus ancienne entreprise de fromage de l'île.
En 2014, Paska Sirana commence sa commercialisation à Paris dans une petite épicerie croate Zelena.

## Méthode / Processus
Sur l'île de Pag, la production de ce fromage est une tradition qui dure depuis des siècles.
L' île de Pag est la plus étendue sur la mer Adriatique, ce qui apporte d'excellentes conditions afin de fabriquer ce fromage.
Au cours de l'hiver, de nombreuses tempêtes ont lieu, salant ainsi l'herbe que mangent les brebis. 
De surcroît, la végétation sur l'île est très peu étendue, seules certaines herbes aromatiques sont présentes. De cette manière, les brebis se nourrissent quasiment uniquement de ces herbes donnant ainsi un goût si particulier au fromage.
L'herbe la plus répandue est la marjolaine, herbe très aromatisée.

## Récompenses
Le fromage "Paški Sir" a été, à plusieurs occasions, grâce à sa singularité, primé lors de concours.

## Authentification
Il existe une association du fromage sur l'île, ayant pour but d'obtenir l'équivalent de l'AOP (appellation d'origine protégée) ce qui leur imposerait des conditions strictes de production, mais qui certifierait aussi l'authenticité du produit, en tant que produit de l'île de Pag.